# Bathyedithya tuberculata
Bathyedithya tuberculata  (лат.) — вид морских многощетинковых червей семейства Polynoidae из отряда Phyllodocida.

## Распространение
Глубоководный высокоарктический вид.

## Описание
Длина тела до 9 мм при ширине — до 3,5 мм (включая параподии) и 5 мм, включая щетинки. Головных антенн на простомиуме нет, а его лопасти без фронтальных отростков. Элитрофор 10 пар. Немногочисленные нотохеты зазубренные и короткие, а малочисленные неврохеты образуют длинные пучки. Простомиум разделён медиальным желобком на две части. Параподии двуветвистые. Все щетинки (сеты) простые.